# Нгуен Тхань-то
Нгуен Тхань-то (вьет. Nguyễn Thánh Tổ, тьы-ном 阮聖祖) (25 мая 1791, Сайгон, Династия Нгуен — 20 января 1841, Хюэ, Династия Нгуен) — 2-й император Вьетнама из династии Нгуен, правивший с 14 февраля 1819 по 7 февраля 1841 года.
Правил под девизом Минь-манг или Минь-мэнь (вьет. Minh Mạng/Minh Mệnh, тьы-ном 明命). Личное имя — Дом (вьет. Đởm, тьы-ном 膽).

## Жизнеописание
Нгуен Тхань-то правил с 1820 по 1841 годы. Он пытался проводить в жизнь политику модернизации и, в частности, интересовался европейской техникой. В 1839 г. по приказу Тхань-то Вьетнам закупил первый пароход, который вьетнамцы, по приказу монарха, попытались воспроизвести на верфи в Хюэ. Попытка оказалась неудачной, т.к. простого копирования внешнего облика предмета было недостаточно для того, чтобы воспроизвести паровую машину и прочие сложные механизмы, однако это была первая попытка построить пароход, предпринятая в странах неевропейской культуры.
Гробница была спланирована при жизни императора, но построена только в 1841—1843 годах его преемником, уже после смерти Тхань-то.
У императора Тхань-то было 150 детей и множество наложниц. В честь мужской силы императора во Вьетнаме выпускается водка под названием «Минь Манг».